# Campeonato Amazonense de Futebol de 2022 - Segunda Divisão
O Campeonato Amazonense de Futebol de 2022 - Segunda Divisão foi a 62ª edição do campeonato oficial que deu acesso à Primeira Divisão do futebol amazonense. A competição contou com 9 clubes e promoveu 2 deles para disputar a elite do futebol estadual na temporada seguinte.

## A Competição
A competição recebeu a nomenclatura oficial de Campeonato Amazonense Série B de 2022 e os clubes participantes tem por obrigação estarem devidamente registradas como equipes profissionais perante a Federação Amazonense de Futebol até o dia 18 de Abril de 2022.
O Troféu
Ao campeão da competição será entregue em definitivo o Troféu Amadeu Teixeira(em homenagem ao longevo técnico e mantenedor do América de Manaus).
Prêmios individuais
Além disso serão entregues troféus para os atletas indicados como craque do campeonato, melhor goleiro e artilheiro do campeonato. Os escolhidos serão indicados pela Associação de Cronistas e Locutores Esportivos do Amazonas(ACLEA) e receberão a premiação no pós jogo da final do torneio. O troféu de artilheiro será entregue, obviamente, ao atleta que mais marcar gols na competição.

### Formato
A competição seguirá com o modelo que vem adotando nas últimas temporadas:
- 1ª Fase: Chave única, jogando todos contra todos em apenas um turno.
- 2ª Fase: Semifinal - cruzamento entre as quatro melhores equipes da primeira fase, com o chaveamento 1º x 4º e 2º x 3º, com definição ocorrendo em dois jogos. Não haverá vantagens por critério técnico, sendo assim, havendo empate em pontos e gols haverá decisão por pênaltis. Ao clube de melhor campanha caberá o mando de campo da segunda partida.
- 3ª Fase: Final - disputada em partida única com mando da Federação, também sem vantagens por critério técnico, onde em caso de empate por pontos e saldo haverá decisão por pênaltis.[2]

## Equipes Participantes
Devido à pandemia de COVID-19 a Federação Amazonense de Futebol decidiu que não haveria rebaixamento na edição oficial do Campeonato Amazonense de Futebol de 2021 e com isso, os clubes disputantes da edição original e de sua reedição estariam garantidos na edição de 2022. Assim, a edição de 2022 da Segunda Divisão não contou com clubes provenientes da primeira divisão. 
- N.D. - Não disputou competições oficias no ano referido.
- Apesar do sua origem remeter à cidade de Autazes, o Librade foi fundado como entidade esportiva sediada em Manaus.

### Estádios
O Parintins FC, por não possuir um estádio regularizado em sua cidade, fez parceria com o município de Rio Preto da Eva para mandar seus jogos no Estádio Francisco Garcia. Os clubes de Manaus e o CDC Manicoré farão os jogos com seus mandos de campo alternando entre os estádios Ismael Benigno e Carlos Zamith, em Manaus.

## Primeira Fase

### Classificação
Durante a primeira fase três clubes se destacaram dos demais: Rio Negro, Unidos do Alvorada e Parintins. Os três confirmaram o favoritismo lhes dado ao início da competição ao se classificarem com uma rodada de antecedência. O "Galo" conseguiu a marca de vencer todos os seus jogos na fase classificatória.

### Jogos[5]
| 16 de Julho de 2022 | 15:00 | Sul América | 0 – 3 | RB do Norte | Estádio Ismael Benigno, Manaus |

| 17 de Julho de 2022 | 09:00 | CDC Manicoré | 5 – 1 | Librade | Estádio Municipal Carlos Zamith, Manaus |

| 17 de Julho de 2022 | 15:00 | Atlético Amazonense | 0 – 1 | Unidos do Alvorada | Arena da Amazônia, Manaus |

| 18 de Julho de 2022 | 15:00 | Tarumã | 1 – 5 | Parintins | Estádio Ismael Benigno, Manaus |

| 22 de Julho de 2022 | 15:00 | Librade | 0 – 5 | Sul América | Estádio Municipal Carlos Zamith, Manaus |

| 23 de Julho de 2022 | 15:00 | RB do Norte | 4 – 1 | Tarumã | Estádio Ismael Benigno, Manaus |

| 24 de Julho de 2022 | 15:00 | Rio Negro-AM | 3 – 1 | CDC Manicoré | Estádio Municipal Carlos Zamith, Manaus |

| 24 de Julho de 2022 | 15:00 | Parintins | 3 – 3 | Atlético Amazonense | Estádio Francisco Garcia, Rio Preto da Eva |

| 27 de Julho de 2022 | 15:00 | Unidos do Alvorada | 3 - 2 | Parintins | Estádio Ismael Benigno, Manaus |

| 29 de Julho de 2022 | 15:00 | Atlético Amazonense | 6 - 2 | RB do Norte | Estádio Ismael Benigno, Manaus |

| 30 de Julho de 2022 | 15:00 | Tarumã | 2 - 3 | Librade | Estádio Ismael Benigno, Manaus |

| 31 de Julho de 2022 | 15:00 | Sul América | 1 - 7 | Rio Negro-AM | Estádio Ismael Benigno, Manaus |

| 3 de Agosto de 2022 | 15:00 | CDC Manicoré | 3 - 2 | Sul América | Estádio Ismael Benigno, Manaus |

| 6 de Agosto de 2022 | 15:00 | Rio Negro-AM | 5 - 0 | Tarumã | Estádio Municipal Carlos Zamith, Manaus |

| 7 de Agosto de 2022 | 15:00 | Librade | 4 - 3 | Atlético Amazonense | Estádio Ismael Benigno, Manaus |

| 7 de Agosto de 2022 | 15:00 | RB do Norte | 0 - 2 | Unidos do Alvorada | Estádio Municipal Carlos Zamith, Manaus |

| 10 de Agosto de 2022 | 15:00 | Librade | 0 − 3 | Rio Negro-AM | Estádio Ismael Benigno, Manaus |

| 12 de Agosto de 2022 | 15:00 | RB do Norte | 3 − 1 | CDC Manicoré | Estádio Municipal Carlos Zamith, Manaus |

| 14 de Agosto de 2022 | 15:00 | Parintins | 7 − 0 | Sul América | Estádio Francisco Garcia, Rio Preto da Eva |

| 14 de Agosto de 2022 | 15:00 | Unidos do Alvorada | 1 − 1 | Tarumã | Estádio Municipal Carlos Zamith, Manaus |

| 19 de Agosto de 2022 | 15:00 | Unidos do Alvorada | 6 − 0 | Librade | Estádio Municipal Carlos Zamith, Manaus |

| 20 de Agosto de 2022 | 15:00 | Atlético Amazonense | 0 − 1 | Rio Negro-AM | Estádio Ismael Benigno, Manaus |

| 21 de Agosto de 2022 | 15:00 | Parintins | 4 − 1 | RB do Norte | Estádio Francisco Garcia, Rio Preto da Eva |

| 21 de Agosto de 2022 | 15:00 | Tarumã | 0 − 6 | CDC Manicoré | Estádio Municipal Carlos Zamith, Manaus |

| 24 de Agosto de 2022 | 15:00 | Sul América | 2 − 1 | Tarumã | Estádio Ismael Benigno, Manaus |

| 26 de Agosto de 2022 | 15:00 | CDC Manicoré | 2 − 4 | Atlético Amazonense | Estádio Municipal Carlos Zamith, Manaus |

| 27 de Agosto de 2022 | 15:00 | Rio Negro-AM | 1 − 0 | Unidos do Alvorada | Estádio Ismael Benigno, Manaus |

| 28 de Agosto de 2022 | 15:00 | Librade | 0 − 6 | Parintins | Estádio Municipal Carlos Zamith, Manaus |

| 31 de Agosto de 2022 | 15:00 | RB do Norte | 8 − 3 | Librade | Estádio Ismael Benigno, Manaus |

| 2 de Setembro de 2022 | 15:00 | Unidos do Alvorada | 10 − 2 | CDC Manicoré | Estádio Ismael Benigno, Manaus |

| 3 de Setembro de 2022 | 16:00 | Parintins | 0 − 1 | Rio Negro-AM | Estádio Francisco Garcia, Manaus |

| 4 de Setembro de 2022 | 15:00 | Atlético Amazonense | 1 − 4 | Sul América | Estádio Municipal Carlos Zamith, Manaus |

| 7 de Setembro de 2022 | 15:00 | Tarumã | 2 − 1 | Atlético Amazonense | Estádio Ismael Benigno, Manaus |

| 9 de Setembro de 2022 | 15:00 | Sul América | 1 − 7 | Unidos do Alvorada | Estádio Municipal Carlos Zamith, Manaus |

| 7 de Setembro de 2022 | 15:00 | CDC Manicoré | 0 − 10 | Parintins | Estádio Ismael Benigno, Manaus |

| 11 de Setembro de 2022 | 15:00 | Rio Negro-AM | 10 − 0 | RB do Norte | Estádio Municipal Carlos Zamith, Manaus |

#### Suspeitas de manipulações de resultados
Durante os jogos da Fase Regular da competição os jogos com resultados elásticos e por vezes inesperados começaram a chamar a atenção de quem acompanhava o torneio. As suspeitas foram confirmadas quando em jogo válido pela 8ª rodada, realizado em 4 de Setembro, o atleta Julio Campos, do Atlético Amazonense, marcou de forma propositada um gol-contra. O goleiro Luiz Antonio, da mesma equipe, chegou a dizer em entrevistas que se assustou com a atitude do colega de equipe.
A situação polêmica envolve pessoas controversas e com imagem negativa no futebol brasileiro, como Henrique Barbosa, presidente do Atlético Amazonense, e o jogador Júlio Campos, que já havia participado de uma outra atuação denunciada como manipulação de resultados, quando atuava pelo Tocantins de Miracema e participou de partida onde o clube foi derrotado por 7 a 0. Por essa ocasião, o atleta acabou sendo absolvido. Henrique Barbosa, era um dos investidores do clube tocantinense.
Em 8 de Setembro uma longa matéria foi veiculada pelo Jornal ACritica, denunciando com provas o esquema montado por Henrique Barbosa para se beneficiar em apostas esportivas. A matéria também trazia o nome de um segundo dirigente, Júnior Bahia, do Tarumã(clube que também já serviu de base pra Henrique Barbosa). O técnico Rodrigo Fonseca, que treinou o Atlético Amazonense no início dessa competição, chegou a fazer um boletim de ocorrência contra o presidente da agremiação local por conta de ameaças proferidas por este caso não fizesse o que lhe exigia. O mesmo relata que após o ocorrido foi realizada a partida do Atlético contra o Librade onde o primeiro chegou a abrir 2 a 0 de vantagem, para depois terminar a partida derrotado por 4 a 3. Por essa partida com este resultado, uma aposta de R$500,00 renderia até R$10.600. Além dessas situação ligadas diretamente à disputa desta edição da Segunda Divisão, houve relatos de manipulação de resultados em torneios de base e também na primeira divisão, quando o Penarol, em parceria infeliz com Henrique Barbosa, acabou rebaixado. Lembrando que desde seu retorno ao profissionalismo em 2007 o clube itacoatiarense nunca havia sequer corrido o risco de rebaixamento quando disputou.
O jogador Júlio Campos, o clube Atlético Amazonense e seu presidente Henrique Barbosa foram denunciados pelo Tribunal de Justiça Desportiva do Amazonas. Mais tarde o Tarumã também foi denunciado, porem sem a figura principal Júnior Bahia entre os denunciados, o que pode ser ineficaz.

## Fase Final
|  | Semifinais         | Semifinais | Semifinais | Semifinais |   |              | Final | Final |
|  |                    |            |            |            |   |              |       |       |
|  | Rio Negro-AM       | 4          | 6          | 10         |   |              |       |       |
|  | RB do Norte        | 1          | 0          | 1          |   |              |       |       |
|  | RB do Norte        | 1          | 0          | 1          |   | Rio Negro-AM | 3     |       |
|  |                    |            |            |            |   | Rio Negro-AM | 3     |       |
|  |                    | Parintins  | 1          |            |   |              |       |       |
|  | Unidos do Alvorada | Parintins  | 1          | 2          | 0 | 2 (4)        |       |       |
|  | Unidos do Alvorada |            |            | 2          | 0 | 2 (4)        |       |       |
|  | Parintins          | 1          | 1          | 2 (5)      |   |              |       |       |

### As decisões
Semifinal 1
Na Semifinal 1 o confronto foi entre Rio Negro e RB do Norte, 1º e 4º colocados da fase regular respectivamente. "Galo Gigante do Norte" vinha com amplo favoritismo ao encerrar a fase classificatória goleando o adversário da Semifinal por 10 a 0. O "alvinegro" confirmou o favoritismo voltando a golear o RB do Norte no jogo de ida do confronto por 4 a 1. No retorno, o time "Barriga-preta" voltou a golear o adversário, desta vez por 6 a 0, e com um agregado de 10 a 1 garantiu seu retorno a Primeira Divisão depois de três anos seguidos na Segunda Divisão.
Semifinal 2
Nas semifinais, a primeira equipe a garantir o acesso foi o Parintins. Depois de perder a partida de ida por 2 a 1 como mandante, a equipe bicolor venceu o Unidos do Alvorada por 1 a 0 no Estádio Municipal Carlos Zamith, em Manaus. Com uma vitória para cada lado e empate no saldo de gols, a partida foi para a disputa por pênaltis, onde o "Touro" venceu por 5 a 4 e garantiu seu acesso à elite estadual, em seu ano de estreia, tirando a possibilidade do feito das mãos do adversário.
A Final
A final foi disputada em jogo único, no Estádio Municipal Carlos Zamith, no dia 21 de Setembro de 2022. Um detalhe curioso da final é que os técnicos das duas equipes, João Carlos Cavalho (do Rio Negro) e Sidney Bento (do Parintins), são irmãos e essa é a terceira decisão entre ambos, a segunda valendo um título da Segunda divisão.
Na grande decisão, o Rio Negro manteve sua campanha irretocável, vencendo sua 11ª partida, pelo placar de 3 a 1, sendo assim campeão invicto com 100% de aproveitamento. Os gols foram marcados por Thiago Spice (18 minutos do 1º tempo, Rio Negro 1 a 0), Edinho Canutama (21 minutos do 1º tempo, abrindo 2 a 0), André Tavarez (aos 27 minutos do 1º tempo, descontando para o Parintins) e Fafá (aos 41 minutos do 2º tempo, fechando o placar em 3 a 1 em favor do Rio Negro). Com o resultado o "Galo" se sagrou bicampeão da segunda divisão em sua fase profissional.

## Premiação
| Campeonato Amazonense de 2022 - Segunda Divisão |
| Manaus                                          |
| ----------------------------------------------- |
| Rio Negro-AM Campeão (3.º título)               |

## Técnicos
| Equipe              | Técnico                               |
| ------------------- | ------------------------------------- |
| Atlético Amazonense | Rodrigo Fonseca (1ª—)                 |
| CDC Manicoré        | Damián Malandra (1ª—)                 |
| Librade             | William Muller (1ª—)                  |
| Parintins           | Sidney Bento (1ª—)                    |
| RB do Norte         | Iane Flores (1ª) Donizeti Lopes (2ª—) |
| Rio Negro-AM        | João Carlos Cavalo (1ª—)              |
| Sul América         | Roberley Assis (1ª—)                  |
| Tarumã              | Geraldo Pereira (1ª—)                 |
| Unidos do Alvorada  | Paulo Morgado (1ª—)                   |